# Alexeter erythrocerops
Alexeter erythrocerops är en stekelart som först beskrevs av Heinrich 1949.  Alexeter erythrocerops ingår i släktet Alexeter och familjen brokparasitsteklar. Inga underarter finns listade i Catalogue of Life.